# Tvøroyrar Bóltfelag
Tvøroyrar Bóltfelag eller TB, är en färöisk fotbollsklubb från Tvøroyri. Klubben bildades den 13 maj 1892. 

## Meriter
- Inhemska mästare:[1]
  - Vinnare (7): 	1943, 1949, 1951, 1976, 1977, 1980, 1987
- Färöiska cupen:[2]
  - Vinnare (5): 1956, 1958, 1960, 1961, 1977
  - Finalister (5): 1962, 1971, 1976, 1978, 1981

## Placering tidigare säsonger
| Säsong | Nivå | Liga         | Placering | Webbplats | Kommentar                                       |
| ------ | ---- | ------------ | --------- | --------- | ----------------------------------------------- |
| 2010   | 2    | 1. deild     | 3         | [ 3 ]     |                                                 |
| 2011   | 2    | 1. deild     | 2         | [ 4 ]     | Uppflyttad till Effodeildin                     |
| 2012   | 1    | Effodeildin  | 8         | [ 5 ]     |                                                 |
| 2013   | 1    | Effodeildin  | 9         | [ 6 ]     | Nedflyttad till 1. deild                        |
| 2014   | 2    | 1. deild     | 1         | [ 7 ]     | Uppflyttad till Effodeildin                     |
| 2015   | 1    | Effodeildin  | 7         | [ 8 ]     |                                                 |
| 2016   | 1    | Effodeildin  | 7         | [ 9 ]     |                                                 |
|        |      |              |           |           |                                                 |
| 2017   | X    | X            | X         | [ 10 ]    | sammanslagna lag TB Tvøroyri/FC Suðuroy/BF Royn |
| 2018   | X    | X            | X         | [ 11 ]    | sammanslagna lag TB Tvøroyri/FC Suðuroy/BF Royn |
|        |      |              |           |           |                                                 |
| 2019   | 1    | Betrideildin | 8         | [ 12 ]    |                                                 |
| 2020   | 1    | Betrideildin | 8         | [ 13 ]    |                                                 |
| 2021   | 1    | Betrideildin | 10        | [ 14 ]    | Nedflyttad till 1. deild                        |
| 2022   | 2    | 1. deild     | 3         | [ 15 ]    |                                                 |
| 2023   | 1    | Betrideildin | 10        | [ 16 ]    | Nedflyttad till 1. deild                        |
| 2024   | 2    | 1. deild     | 3         | [ 17 ]    |                                                 |

### Fotnoter
1. ↑  http://www.rsssf.com/tablesf/farchamp.html
2. ↑  http://www.rsssf.com/tablesf/farcuphist.html
3. ↑  http://www.rsssf.com/tablesf/far2010.html#1d
4. ↑  http://www.rsssf.com/tablesf/far2011.html#1d
5. ↑  http://www.rsssf.com/tablesf/far2012.html
6. ↑  http://www.rsssf.com/tablesf/far2013.html
7. ↑  http://www.rsssf.com/tablesf/far2014.html#1d
8. ↑  http://www.rsssf.com/tablesf/far2015.html
9. ↑  http://www.rsssf.com/tablesf/far2016.html
10. ↑  http://www.rsssf.com/tablesf/far2017.html
11. ↑  http://www.rsssf.com/tablesf/far2018.html
12. ↑  http://www.rsssf.com/tablesf/far2019.html
13. ↑  http://www.rsssf.com/tablesf/far2020.html
14. ↑  http://www.rsssf.com/tablesf/far2021.html
15. ↑  http://www.rsssf.com/tablesf/far2022.html
16. ↑  http://www.rsssf.com/tablesf/far2023.html
17. ↑  http://www.rsssf.com/tablesf/far2024.html